# Radiotechnika
Radiotechnika je jeden z hlavních oborů elektrotechniky zabývající se přenosem informace pomocí elektromagnetického vlnění – radiových vln.

## Vznik a využití
Za vznik radiotechniky lze považovat vynález vysokofrekvenčního LC oscilátoru netlumených elektromagnetických kmitů Heinricha Rudolfa Hertze ke konci 19. století. K průkopníkům v radiotechnice rovněž patří ruský fyzik Alexandr Stěpanovič Popov a italský fyzik Guglielmo Marconi.
Radiotechnika je využívána v obrovském množství lidské činnosti. Radiotechnická zařízení lze spatřit každodenně v běžném životě. Typickým příkladem využití radiotechniky v běžném životě je mobilní telefon, autorádio, televizní přijímač. Radiotechnika je využívána ke komunikaci v armádě, v telemetrii, k ovládání zařízení na dálku, v modelářství atd. K základním prvkům radiotechniky patří vysílač a přijímač.

## Zájmová sdružení
Lidé, kteří se zabývají radiotechnikou, se nazývají radioamatéři. Mohou požádat o radioamatérskou licenci a získal od příslušného Českého telekomunikačního úřadu povolení k vysílání. Na světě existují různé zájmové radioamatérská sdružení provozující kolektivní radioamatérský sport.

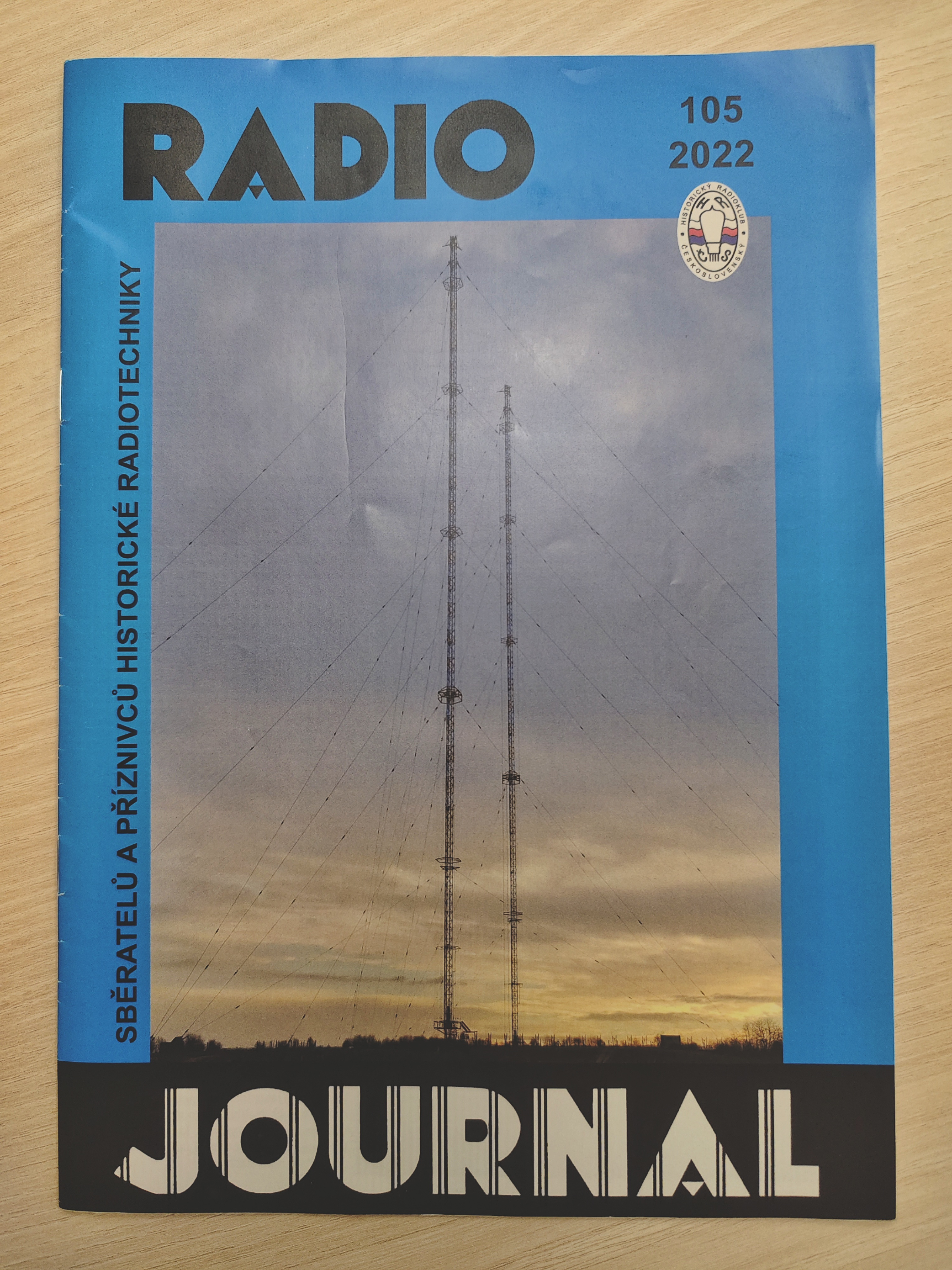
Český časopis o radioamatérů, 105. číslo, rok 2022

Sdružují se také sběratelé historických přístrojů, v Česku např. ve spolku Historický radioklub československý. V Česku vychází od roku 1988 odborný časopis Radio Journal s periodicitou tří až čtyř čísel ročně. Šéfredaktorem je od roku 2019 (poprvé už v roce 2005) Pavel Boudný, specialista na rozhlasovou techniku a vysílače. Časopis vydává Historický radioklub československý.